# Acropogon sageniifolia
Acropogon sageniifolia är en malvaväxtart som beskrevs av Schlechter.. Acropogon sageniifolia ingår i släktet Acropogon och familjen malvaväxter. Inga underarter finns listade i Catalogue of Life.